# Jeremy Pargo
Jeremy Pargo (Chicago, 17 de março de 1986) é um Basquetebolista profissional norte-americano, atualmente joga no Nanjing Monkey King da China.